# Жуан (герцог Бежа)
инфант Жуан Мария Португальский (порт. João Maria Fernando Pedro de Alcântara Miguel Rafael Gabriel Leopoldo Carlos António Gregório Francisco de Assis Borja Gonzaga Félix, Duque de Beja; 16 марта 1842, Лиссабон — 27 декабря 1861, Санта-Мария-де-Белен) — португальский инфант (принц), представитель Браганса-Саксен-Кобург-Готской династии.

## Биография
Родился в Лиссабоне, был третьим сыном королевы Марии II Португальской и короля Фернанду II. Носил титул герцога Бежа и имел, кроме того, титул принца Саксен-Кобург-Готского, герцога Саксонии, будучи членом Саксен-Кобург-Готской династии.
Получил военное образование, имел звание полковника кавалерийского полка. В 1856 году вместе с сестрой Марией Антонией и братом Луишем на некоторое время остался гостить у саксонского короля Иоганна в замке Веезенштайн. Затем со своим братом Луишем, герцогом Порту и предполагаемым наследником престола, отправился в Англию и Францию, но в 1861 году оба были отозваны обратно в Португалию своим братом королём Педру V, который умирал от брюшного тифа или холеры. Их брат умер 11 ноября 1861 года, прежде чем они успели вернуться вместе с их пятнадцатилетним братом Фернанду. С его смертью герцог Порту стал королём Луишем I, а Жоан стал наследником престола.
Наследником оставался недолго, поскольку скончался чуть более чем через месяц от той же болезни, которая убила его братьев, в Лиссабоне 27 декабря 1861 года в возрасте 19 лет. Женат не был. Был награждён Большим крестом Ордена Башни и Меча и Большим крестом ордена Богоматери.